# Imre Esterházy
Imre Eszterházy (o Esterházy), noto anche col nome tedesco di Emmerich Eszterhazy (Eisenstadt, 20 luglio 1665 – Presburgo, 6 dicembre 1745) è stato un arcivescovo cattolico ungherese.

## Biografia

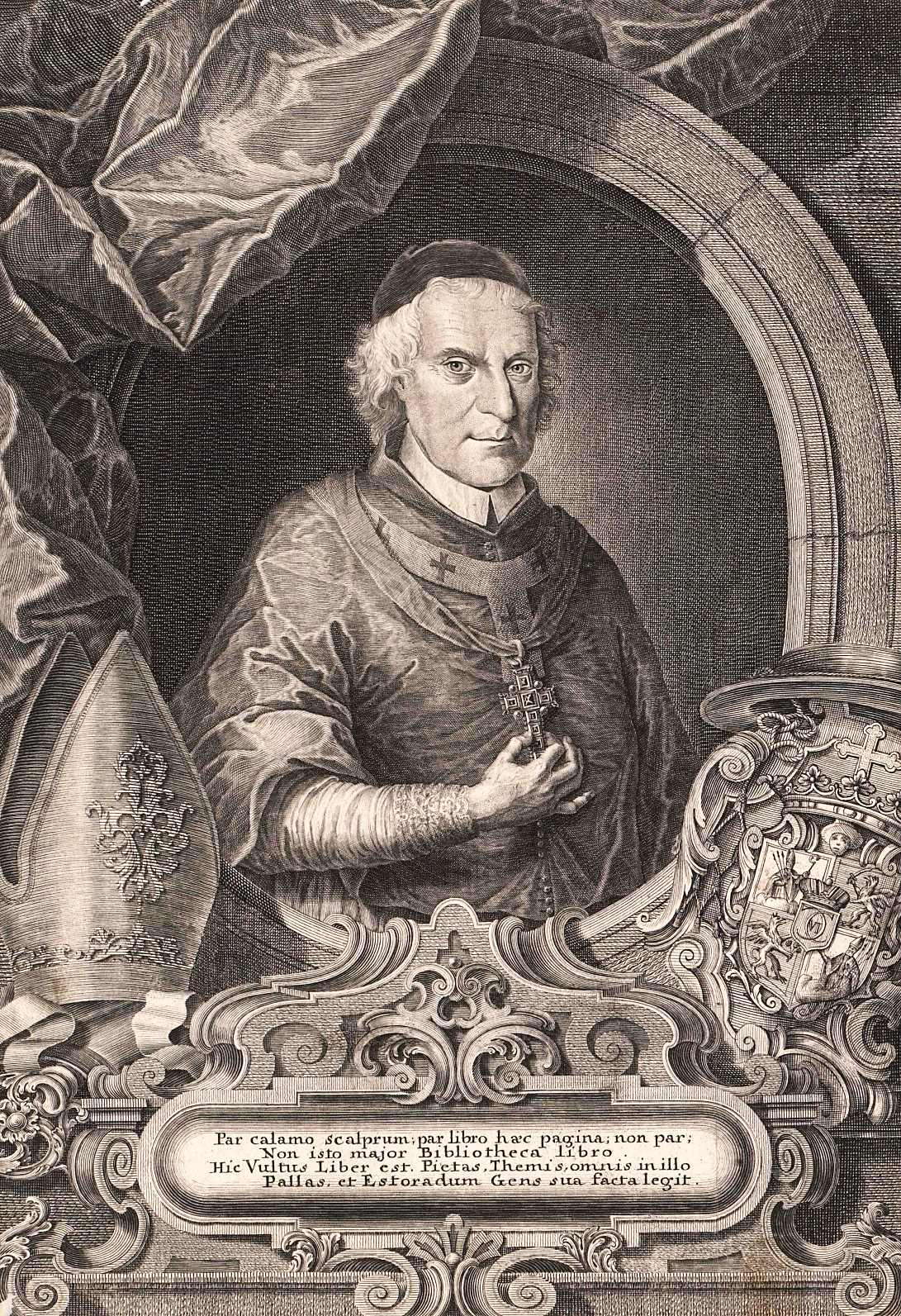
Stampa d'epoca raffigurante l'arcivescovo Esterházy.

Imre era figlio del barone Imre Esterházy e di sua moglie Zsuszanna de Bucsany. Egli era discendente da un ramo collaterale della nobile famiglia ungherese dei principi Esterházy.
Deciso a intraprendere la carriera per quanto primogenito di suo padre e destinato a succedergli nelle proprietà della famiglia, si portò giovanissimo a studiare a Roma, dove ebbe modo di distinguersi come predicatore particolarmente dotato, al punto che il pontefice gli accordò il permesso di predicare anche nella cappella papale. Scelse quindi di entrare nell'ordine dei monaci di San Paolo primo eremita, di cui sarebbe in seguito diventato padre generale.
Eszterházy, oltre ad essere un uomo estremamente umile e timorato di Dio, era anche un personaggio particolarmente influente in quanto cresciuto con l'imperatore Carlo VI del Sacro Romano Impero e uno dei suoi più stretti confidenti, oltre a conoscere particolarmente bene la futura imperatrice Maria Teresa d'Austria.
Laureatosi in teologia e in filosofia, nel 1708 venne prescelto per ricoprire la carica di vescovo di Vác, in Ungheria, e fu traslato alla sede di Zagabria nel 1709. Dal pulpito della cattedrale di Zagabria difese alacremente la prammatica sanzione con cui Carlo VI elevò la figlia Maria Teresa al ruolo di erede al trono imperiale e si dimostrò particolarmente influente nell'approvazione di tale legge da parte dapprima del parlamento croato e poi di quello ungherese. Eszterházy si impegnò particolarmente per la modernizzazione dell'amministrazione e della magistratura del regno d'Ungheria, coadiuvando gli Asburgo nel loro desiderio di riforma, divenendo così una delle personalità più influenti nella politica austriaca dei primi decenni del XVIII secolo.

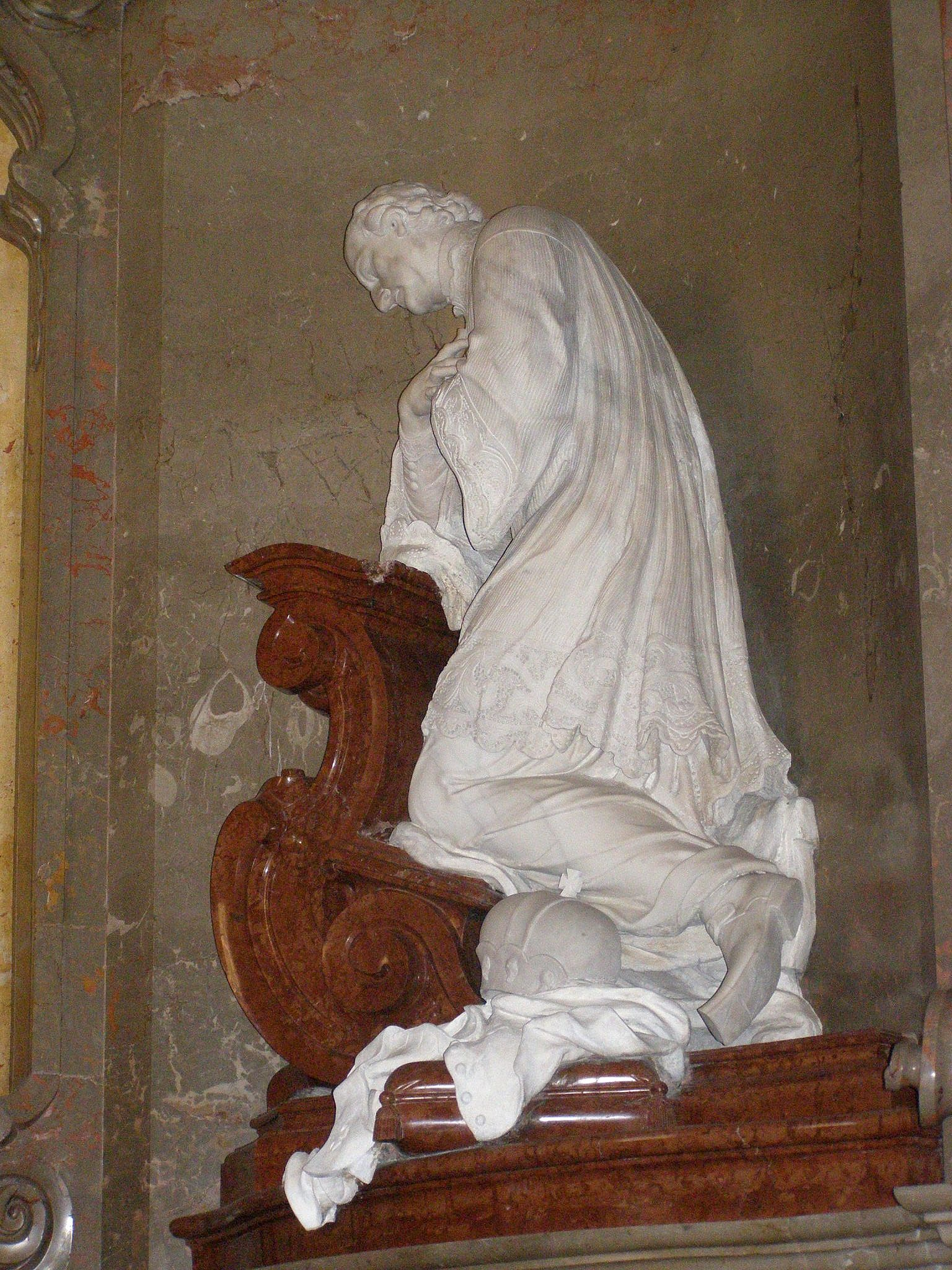
Particolare del monumento funebre con la statua di Imre Esterhazy nella cattedrale di Esztergom.

Nel 1715 Imre venne ammesso a corte e dal 1723 venne trasferito alla diocesi di Veszprém, sede vescovile prestigiosa. Gli venne conferito l'incarico di consigliere privato dell'imperatore e il primate d'Ungheria in carica, Cristiano Augusto di Sassonia-Zeitz lo nominò suo "coadiutore cum jure successionis". Alla morte del primate nel 1725, quindi, gli succedette come arcivescovo di Esztergom e primate d'Ungheria, ricevendo la dignità di principe del Sacro Romano Impero.
Quando la città di Esztergom era stata occupata dai turchi nel 1543 e la città era passata sotto la sovranità dell'Impero Ottomano, la sede dell'arcivescovado era stata trasferita a Trnava. Tuttavia, gli arcivescovi abitavano nella loro residenza di Presburgo, l'odierna Bratislava, che a quel tempo era anche la capitale dell'Ungheria, dove appunto risiedette perlopiù anche Imre e dove, il 25 giugno 1741, egli appose personalmente la Corona di Santo Stefano sulla testa della regina Maria Teresa, incoronandola sovrana ungherese.
Esterházy morì il 6 dicembre 1745 a Presburgo e venne sepolto in una tomba nella cattedrale di san Martino, sotto l'altare della cappella di San Giovanni.

## Patrono delle arti

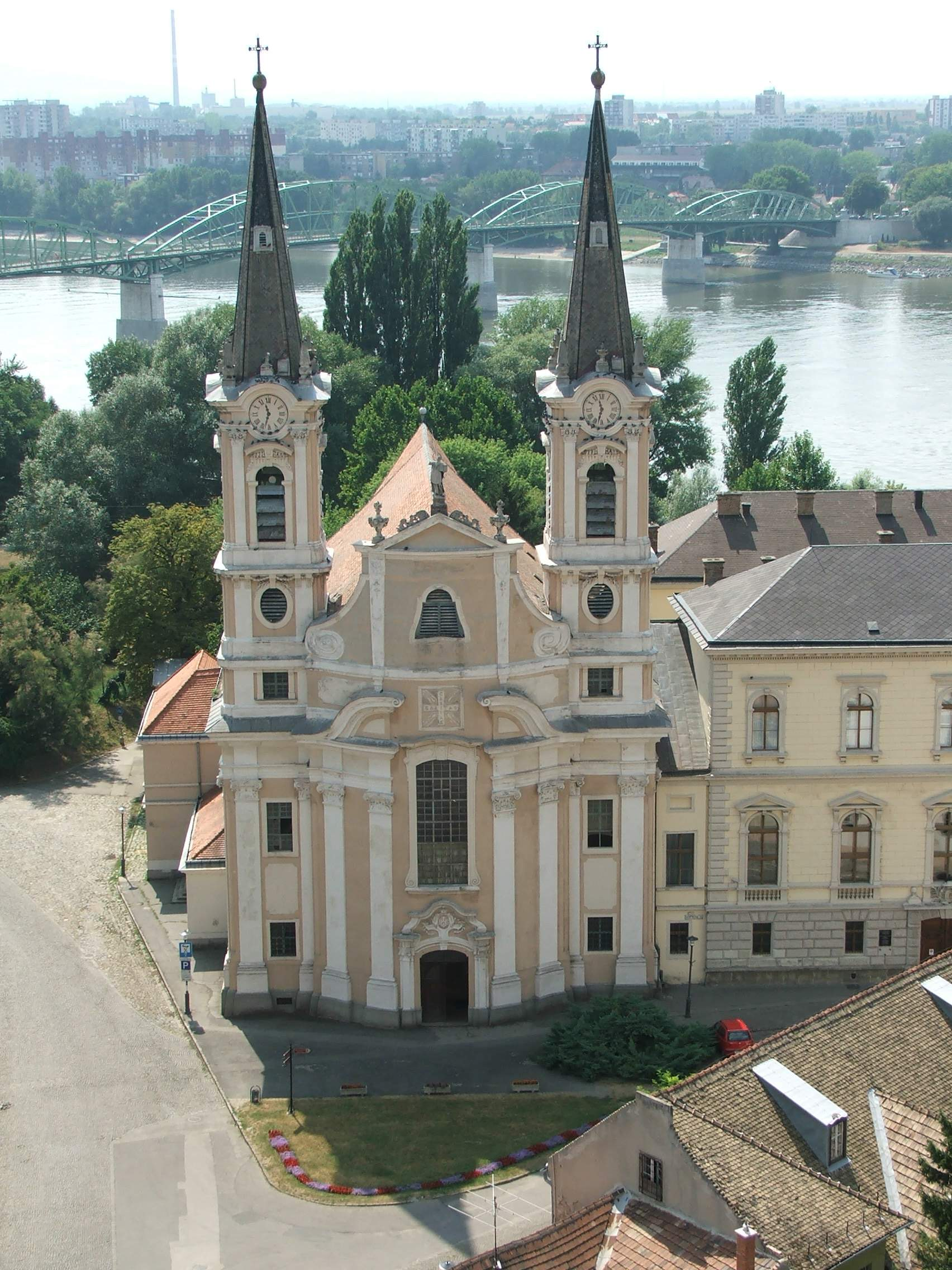
La chiesa di Sant'Ignazio a Esztergom.

Col suo ruolo di primate d'Ungheria, Imre Esterhazy spese oltre 2.000.000 di fiorini del proprio patrimonio personale per abbellire le chiese ungheresi. Ad esempio, fondamentale risultò il suo contributo per l'erezione della chiesa barocca di Sant'Ignazio di Loyola ad Esztergom. Promosse grandemente l'operato dello scultore austriaco Georg Raphael Donner, consentendogli di aprire una sua fonderia personale a Presburgo nel 1729, da cui negli anni seguenti vennero prodotti monumenti in bronzo per le città di Presburgo, Budapest e Vienna. Sotto il suo periodo come arcivescovo vennero realizzati diversi monumenti in città, oltre alla cappella di San Giovanni nella cattedrale, ove egli stesso fu sepolto.
Nel 1735 si servì dell'architetto italiano Donato Felice d'Allio per la ricostruzione della chiesa dei cappuccini di Presburgo, impiegandolo anche come ingegnere militare a Slavonski Brod (1726/7) e a Belgrado (1728).

## Genealogia episcopale e successione apostolica
La genealogia episcopale è:
- Cardinale Guillaume d'Estouteville, O.S.B.Clun.
- Papa Sisto IV
- Papa Giulio II
- Cardinale Raffaele Sansone Riario
- Papa Leone X
- Papa Paolo III
- Cardinale Francesco Pisani
- Cardinale Alfonso Gesualdo di Conza
- Papa Clemente VIII
- Cardinale Pietro Aldobrandini
- Cardinale Laudivio Zacchia
- Cardinale Antonio Barberini, O.F.M.Cap.
- Cardinale Marcantonio Franciotti
- Papa Innocenzo XII
- Cardinale Leopold Karl von Kollonitsch
- Cardinale Cristiano Augusto di Sassonia-Zeitz
- Vescovo Imre Esterházy, O.S.P.P.E.

La successione apostolica è:
- Vescovo Zsigmond József Berényi (1728)